# Mùa săn 2
Mùa săn 2 là một phim hoạt hình máy tính hài Mỹ 2008, được sản xuất bởi Sony Pictures Animation. Phim của đạo diễn Matthew O'Callaghan, đồng đạo diễn là Todd Wilderman, được sản xuất bởi Kirk Bodyfelt và Matthew O'Callaghan.